# Примарх

Примархи до Єресі під час параду на честь перемоги Імперіуму. Зліва направо: Санґвіній, Мортаріон, Маґнус, Анґрон, Джагатай, Феррус Манус, Роґал Дорн, Гор і Фулґрім

Прима́рхи (англ. Primarch) — у вигаданому всесвіті Warhammer 40,000 — легендарні, напівбожественні очільники легіонів Космодесанту, видатні герої, створені Імператором Людства. Їхній генетичний матеріал і особисті переконання лягли в основу відповідних легіонів, а потім орденів Космодесанту. В галактичній громадянській війні, Єресі Гора, примархи поділилися на два протиборчі табори. На «теперішній» час Warhammer 40,000 частина примархів мертва, доля деяких невідома, проте декілька продовжують активну діяльність.
Назва «примарх» означає «перший правитель» (від primus — перший, ἀρχή — влада).

## У настільній грі
Мініатюри примархів не використовуються у звичайній настільній Warhammer 40,000, за винятком трьох (Робут Ґілліман, Магнус Рудий і Мортаріон), які достеменно живі та активно діють на «сучасний» період історії Warhammer 40,000. В повному складі ці персонажі доступні для варіації гри під назвою The Horus Heresy. Як ігрові юніти, примархи володіють дуже високими характеристиками, але також високою вартістю, порівнянною з вартістю невеликої армії для стандартної гри (400—500 очок). Кожен має набір особливого спорядження та зброї, а також притаманні йому уміння. Мініатюри примархів є предметами колекціонування, тому виконуються більш деталізованими, ніж стандартних військ, і поставляються в комплекті з декораціями.

## Створення і втрата примархів
Усі двадцять примархів були створені в генетичних лабораторіях Святої Терри (нинішньої Землі), як васали Імператора, котрий планував зробити їх своєю опорою в майбутньому Хрестовому Поході і подальшій експансії людства. Їм передували інші проєкти Імператора, з яких відомі Янгол і Громові Воїни. Янгол був надлюдиною в єдиному екземплярі, створеною зумисне для боротьби з породженнями ворожого виміру Варпу. Це був сяйливий велетень вдвічі вищий за людину, що мав крила та був потужним псайкером. Він знищив князя демонів Фара'геотла (англ. Pharaa'gueotla), котрий жив на Землі, але потім намірився знищити і всіх людей як причину появи демонів. Імператор занурив Янгола у стазис, а потім ув'язнив на віддаленій планеті. Громові Воїни натомість створювалися масово, носили спеціальні обладунки, були сильними та психічно стійкими воїнами без псайкерських здібностей, але мали короткий термін життя. З допомогою Громових Воїнів Імператор об'єднав Землю, але більшість їх загинула у вирішальній битві. За іншими версіями, Громові Воїни повстали проти Імператора через свою недовговічність і той був змушений винищити їх, або він розцінював їх лише як інструмент досягнення влади і знищив, коли захопив планету.
Спочатку Імператор планував зростити примархів як власних синів, особисто навчаючи і готуючи їх до прийдешньої великої місії. Але планам Імператора не судилося збутися: сили Хаосу проникли в лабораторію де росли примархи, і дітей в капсулах було розкидано різними планетами Чумацького Шляху. Кожен примарх опинився на окремій планеті, від дикунських до високотехнологічних. Так чи інакше, всі вони були знайдені місцевим населенням, яке перевершували витривалістю, силою і розумом. Імператор на основі збережених напрацювань створив Космодесантників — численних, проти менш могутніх людей, вдосконалених генетично й синтетичними органами. Вони поступалися Громовим Воїнам, зате їх створення було простішим. За кількістю примархів було сформовано двадцять легіонів, з якими почався Великий Хрестовий похід за об'єднання людства. Примархи тим часом надзвичайно швидко дорослішали і пробивалися до влади завдяки своїм видатним якостям.

## Віднайдення і Хрестовий похід
- Альфарій (англ. Alpharius) — імовірно перший знайдений примарх, який не покидав Землю. Імператор з найближчими соратниками спершу вважав його єдиним вцілілим примархом. На Альфарія було покладено обов'язок діяти автономно, без вказівок згори, та будь-якими методами, щоб захищати Імперіум. Він отримав XX легіон, Альфа-легіон, тактикою якого стали приховування, інтриги й шпигунство. Всі воїни під командуванням Альфарія зазнали операції, ставши схожими на примарха, і називали себе Альфаріями. Він у свою чергу видавав себе за пересічного Космодесантника. Таким чином було вкрай важко виявити хто з них справжній примарх. Після знайдення Омегона, Альфарій помінявся з ним посадою і виглядом. Розуміючи, що Гор приведе Імперіум або до перемоги Хаосу і власної загибелі, або до перемоги Імперіуму і довгого занепаду, Омегон-Альфарій став на бік Гора. Проте, існують думки про його вірність Імператору, що видавалася за єресь.
- Гор Луперкаль (англ. Horus Lupercal) — офіційно перший віднайдений Імператором примарх. Потрапивши на планету Хтонія, він найдовше ріс з батьком і тому став наймогутнішим з примархів. Став очільником XVI легіону Місячних Вовків. Маючи видатний талант до тактичного і стратегічного планування, Гор отримав найбільшу пошану Імператора. Після Улланорського походу, коли було знищено велетенську імперію орків, Гор отримав звання Магістра Війни, тобто керівника всієї армії Імперіуму. Однак, на планеті Давін його було поранено демонічним клинком і Гор впав у кому. Командир легіону Носіїв Слова, Ереб, що вже був зрадником, взяв на себе лікування побратима. Він організував ритуал, в ході якого Гор побачив майбутнє, де його самого зганьблено, батька шанують як бога, а повсюди панує тоталітаризм і релігійні фанатики. Це переконало примарха повстати проти Імператора з метою не допустити такої долі для людства. Однак, його боротьба з батьком та іншими примархами призвела до настання саме такого майбутнього.
- Леман Русс (англ. Leman Russ) — виріс на суворій планеті Фенріс, населеній войовничими племенами, де сезонно змінювалися тривалі зими й потопи. Його прихистила місцева вовчиця, відчувши силу немовляти. Коли люди знайшли примарха і вбили вовчицю, Леман убив кількох з них і був прийнятий до племені за надзвичайну силу. З часом він став славетним воїном, який об'єднав племена Фенрісу. Імператор, дізнавшись про сина, влаштував три змагання, після яких відкрив свою особу. Леман визнав Імператора своїм батьком і очолив VI легіон Космічних Вовків. У стосунках з іншими примархами створив собі образ прямолінійного варвара, водночас користуючись цим для здобуття влади власному легіону. Був доволі свавільним та забобонним, але дуже вірним Імператору - його позаочі називали "Ланцюжним псом Імператора" через те, що він бездумно вбивав усіх за наказом Імператора. Під час Єресі Гора він не послухався наказу Імператора схопити свого брата Маґнуса і вирішив його вбити.
- Невідомий примарх
- Феррус Манус (англ. Ferrus Manus) — опинився на планеті Медуза, де зіткнувся з механічним чудовиськом, яке поклявся знищити. Для цього він шукав способи стати сильнішим, переховуючись від місцевих племен. Перемігши чудовисько, Феррус отримав металічні руки, вийшов до людей і став навчати їх технологіям. Він привів племена до процвітання, проте підтримував міжплемінну ворожнечу. Після поєдинку з Імператором визнав його владу і очолив X легіон Залізних Рук. Легіон разом з примархом були вмілими воїнами, але вважали усіх звичайних людей слабаками.
- Фулґрім (англ. Fulgrim) — впав на планету Кемос, що жила за рахунок шахтарства і поставок з сусідніх планет. Фулгрім швидко став розумітися на технологіях і взявся за порятунок Кемоса від повільної загибелі. Під його керівництвом було відбудовано старі шахти, відновлено економіку і досягнуто процвітання занепалої планети. Космодесантників Фулґрім зустрів дружелюбно і визнав владу Імператора, очоливши III легіон Дітей Імператора. Оскільки цей легіон був малочисельним, Фулґрім приєднався до Гора і бився пліч-о-пліч з ним. Віднайшов меч, одержимий демоном, після цього зрадив Імператора та занапастив весь легіон.
- Вулкан (англ. Vulkan) — опинився на вулканічній планеті Ноктюрн, де існувала віра в прихід спасителя. Капсула примарха впала на будинок коваля, який прихистив його і помітив надлюдські здібності хлопчика. Жителі Ноктюрну потерпали від нападів Темних Ельдар, але Вулкан, озброєний одними тільки ковальськими молотами, повів людей на боротьбу проти нападників і здобув перемогу. Імператор, прибувши на планету, кинув Вулкану виклик у змаганні на полювання на місцевих звірів. Імператор втратив здобич, рятуючи сина з лави, і той визнав його владу за вищість людського життя над нагородою. Взявши під командування XVIII легіон Саламандр, Вулкан прославився турботою про своїх воїнів і простих людей. Вулкан, як і Імператор, був Вічним - якщо його тіло гинуло, примарх воскресав за якийсь час у випадковому місці. Через особливості планети, на якій він опинився, його шкіра стала оніксово чорною, а очі - червоними.
- Роґал Дорн (англ. Rogal Dorn) — виріс на порівняно розвиненій планеті Інвіт у сім'ї патріарха місцевого клану. Шануючи свого названого діда, він очолив клан, а потім і всі інші клани. Він вивів народ Інвіту в космос, підкоривши навколишні системи. Імператор зустрів Рогала на борту його корабля «Фаланґа» і той визнав Імператора гідним правителем. Роґал Дорн прославився тим, що ніколи не шукав собі нагороди за перемоги і завжди говорив правду. Очолив VII легіон Імперських Кулаків. Також він мав талант до будівництва фортець і взяв на себе роль захисника Імператорського Палацу на Террі під час її облоги.
- Робут Ґілліман (англ. Roboute Guilliman) — був знайдений аристократами планети Макраґ, столиці імперії Ультрамару, яка зберегла багато технологій. Навчаючись різним наукам, Робут швидко прославився і очолив військові походи проти дикунів півночі планети. В ході постання аристократії Робут знищив ворогів держави, а їхнє майно роздав простим людям. Він створив меритократію, за якої Макраґ досяг процвітання. Імператор затримався у варп-штормі дорогою до Макраґу і знайшов планету вже високорозвиненою. Вона вела торгівлю з іншими планетами і мала сильну армію. Імператора вразило процвітання планети і він лишив Ультрамару автономію. Робуту було доручено командування XIII легіоном Ультрамаринів. Робут, завоювавши чергову загублену людську планету, не вирушав далі, поки не досягав на ній достатку, тому зрештою отримав великий притік рекрутів. Його легіон став найчисельнішим з усіх, а примарх здобув славу воїна, мецената і будівничого.
- Маґнус Багряний (англ. Magnus the Red) — впав на планету Просперо, де жили вигнанці-псайкери. Сам примарх мав набуте каліцтво — тільки одне око, але швидко перевершив усіх псайкерів планети. Вплив Маґнуса на варп був таким сильним, що Імператор на відстані довідався про сина і коли прибув на Просперо, вже добре знав Маґнуса. Примарх отримав у командування XV легіон Тисячі Синів, які перейняли від генетичного матеріалу Маґнуса схильність до псайкерства але мали смертельні мутації, які перетворювали їх на чудовиськ. Магнус домовився з варп-сутністю про допомогу і начебто вилікував свій легіон (через що, за чутками, втратив око). Попри попередження батька про небезпеки варпу, Маґнус збирав розкидані галактикою знання про варп і керування ним (хоча він і був вірним Імперіуму), що зустрічало осуд деяких братів, особливо від Лемана Русса та Мортаріона. Також Маґнус вважав, що можна обманювати, якщо це сприяє перемозі. Врешті було скликано Нікейський Собор, на якому псайкерство було заборонено, крім випадків коли воно прямо служить Імперіуму. Це спричинило недовіру примарха до Імператора, хоча він прагнув використовувати чаклунство варпу на благо. Коли Гор готував зраду, Магнус про це дізнався і захотів попередити Імператора, використавши замість астропатії заборонені практики. Цим він завадив Йому створити портал у Павутиння. Гор підмовив Русса вбити Магнуса (на що той погодився, не скоришвись наказу Імператора захопити його), після чого він став зрадником, хоча до останнього намагався спокутувати свою провину.
- Санґвіній (англ. Sanguinius) — опинився на зараженому радіацією супутнику Баал Прайм. Примарх мав корисну мутацію — крила (через те, що його капсула була пошкоджена і на нього впливав варп) та загальний прекрасний вигляд. Його прихистило плем'я Кров, що помітило незвичайну витривалість і безстрашність хлопчика. Його крила скоро досить розвинулися, щоб дозволити літати. Санґвіній об'єднав племена і переміг мутантів, які населяли пустелі Баалу Прайм. Санґвіній став живим богом для людей планети і йому приписувалися численні чудеса. Прибувши на Баал Прайм, батько впізнав Санґвінія і той отримав командування IX легіоном Кривавих Янголів, воїни якого стали ревними і вірними бійцями Імперіуму.
- Лев Ель'Джонсон (англ. Lion El'Jonson) — впав на покритий джунглями Калібан, де був вихований лицарями. З головою ордена лицарів, Лютером, Лев здійснив багато подвигів і організував Хрестовий похід проти великих звірів, які наповнили ліси. Це об'єднало людей планети і за десять років Калібан було очищено. Лев прийняв Імператора як великого борця зі злом і перейшов під його владу. Імператор дав у командування I легіон Темних Янголів, однак залишений охороняти Калібан Лютер озлобився на Імперіум, став пихатим, що зрештою стало причиною його зради і ганьби для всього легіону.
- Пертурабо (англ. Perturabo) — його капсула опинилася на гірській планеті Олімпія, де існувало багато міст-держав. Побачивши силу хлопчика, його всиновив місцевий тиран. Був дуже мовчазним та похмурим, єдиною людиною з якою він добре спілкувався була його названа сестра. Оскільки жителі Олімпії були майстерні в будівництві фортець, довірений примарху IV легіон Залізних Воїнів вирізнявся в облогах. У час відсутності примарха на планеті спалахнуло повстання, яке Пертурабо придушив. Ненавидів Дорна та у всьому заздрив йому. Через це потім приєднався до Єресі Гора на боці зрадників.
- Мортаріон (англ. Mortarion) — виріс на планеті Барбарус, у горах, які вкриті отруйним туманом. Жахливі велетні жили на верхівках гір над туманом, тримаючи підданих людей в низинах і посилаючи  їх на війни як гарматне м'ясо. Місцевий воєначальник Некарі знайшов примарха на полі бою і виховав його, хоча боявся його могутності. Втікши від названого батька у низини, Мортаріон довідався про знедолених і підняв повстання. Він навчив селян будувати машини, створювати захист від туману, воювати і зібрав армію, якою захопив планету. Мортаріон відкинув допомогу Імператора в боротьбі з названим батьком і вирушив до його фортеці сам. Проте під дією туману Мортаріон втратив свідомість і його справу завершив Імператор. Мортаріон прийняв командуванням XIV легіоном Гвардії Смерті. Не любив гламур і принизливу поразку перед Імператором, тому зрадив його
- Лорґар Авреліан (англ. Lorgar Aurelian) — потрапив на феодальну планету Колхіда, де був вихований послідовниками релігії Заповіту. Там Лорґар став видатним проповідником, з красномовством якого не міг зрівнятися ніхто. Бачачи у снах прихід Імператора, Лорґар став проповідувати прихід бога, за що був оголошений єретиком. Це вилилося в релігійну війну на Колхіді, яка завершилася перемогою Лорґара і його послідовників. Лорґар реорганізував Заповіт у релігію поклоніння Імператору та отримав від довгоочікуваного батька командування XVII легіон Носіїв Слова. Примарх зводив собори на честь Імператора і здійснював пропаганду на вірність Імперіуму, хоча сам Імператор засуджував своє обожествлення і в результаті жорстоко принизив свого "сина". Від свого названого батька Кор Фаерона примарх довідався про Богів Хаосу, які навпаки схвалюють поклоніння їм, і таємно зрадив Імператора, обравши служіння Хаосу.
- Джаґатай Хан (англ. Jaghatai Khan) — впав на степову зону планети Чоґоріс, де виріс серед кочівників, які ритуально шрамували свої голови. Він об'єднав кочівників у боротьбі проти вбивці свого названого батька, а після перемоги поклявся припинити міжусобиці племен. У поході він приєднав до своєї орди підкорені племена й виступив проти жорстокої імперії Палатин. Джаґатай зумів стати володарем всіх відомих земель планети незадовго до прибуття Імператора. В справжньому батькові Джаґатай побачив того, хто здатний об'єднати розкидане галактикою людство та поклявся у вічній вірності Імператору. У Великому Хрестовому поході на чолі V легіону Білих Шрамів примарх, однак, зажив слави варвара. Він зблизився з Гором і Маґнусом, але вірний клятві, на відміну від, них не зраджував батька.
- Конрад Керз (Курц) (англ. Konrad Curze) — виріс на завжди покритій темрявою планеті Нострамо, що потопала у криміналі. Конрад, бувши одинаком, сам навчився карати злочинців. У столиці Нострамо-Квінтус від жорстоко розправлявся з лиходіями, тримаючи їх у страху і злочинність на планеті впала до нуля. З'явивишись аристократії, Керз став правителем і продовжував своє жорстоке правосуддя, якщо це було необхідно. Його мучили видіння похмурого майбутнього і Керз зрозумів, що воно наближається, коли прибув Імператор. Як потім виявилося, Керз завжди бачив найгірші варіанти майбутнього. Він прийняв командування VIII легіоном Володарів Ночі, рисою яких стали терор, залякування та імідж безжальних вбивць. Основу війська склали злочинці, самі залякані Керзом, що визначило моральне падіння Володарів Ночі. Конрад, поділившись своїми видіннями з Фулґрімом і Дорном, був звинувачений в наклепі на Імператора. Посварившись з Дорном, Керз втік та приєднався до свого легіону. За відсутності примарха на Нострамо відновився колишній лад і Володарі Ночі підірвали планету, після чого продовжили Хрестовий похід самі, жорстоко розправляючись з усіма противниками.
- Анґрон (англ. Angron) — на планеті Нуцерія потрапив в рабство, та на довгі роки став гладіатором, але підняв бунт і з іншими гладіаторами сховався в горах. Як і всі гладіатори, мав імплантати мозку, що підвищували агресію, та спричиняли надзвичайний біль поза кровопролиттям. Оточений військами переслідувачів, Анґрон опинився в пастці, але його забрав саме прибулий Імператор. Анґрон відкинув пропозицію служити йому, воліючи померти в бою поряд зі своїми послідовниками. Імператор дозволив примарху піти, але після цього насильно забрав його, чим прирік решту гладіаторів на смерть. Анґрон неохоче очолив XII легіон, який назвав Пожирачами Світів. Примарх приєднався до Хрестового походу, але вирізнявся, як і легіон, жорстокістю. Його воїни змагалися у вбивствах і здійснювали криваві церемонії. Анґрон повірив Гору, що Імператор та інші примархи надто слабкі, та поставив собі за мету помститися всім, хто критикував його.
- Корвус Коракс (англ. Corvus Corax) — впав на місяць Лікею, де в'язні добували для тиранів сусідньої планети корисні копалини. Його виховали в'язні, навчивши диверсіям і змовництву. Корвус очолив повстання, в ході якого відбулася ядерна війна, поставки копалин було припинено і тиранічний режим пав. Після перемоги прибув Імператор, якому Коракс довірився і отримав XIX легіон Гвардії Ворона. Коракс прославився диверсіями і вилазками в тил ворога.
- Невідомий примарх
- Омегон (англ. Omegon) — останній примарх, що помінявся посадою та виглядом зі своїм повним близнюком – Альфарієм. Спершу його знайшов Гор, а не сам Імператор.

## У Єресі Гора
Лорґар, схилившись до служіння Богам Хаосу, переконав пораненого Гора повстати проти Імператора, підіславши до нього Ереба. Гор бачив у батькові марнославного диктатора, який прагне досягти безмежного панування в галактиці і обожествлення. Примарх намовив Анґрона і Мортаріона повстати, оскільки вони вже мали образи на батька - Анґрон був ображений на Імператора, бо він не дозволив йому померти разом з побратимами, а Мортаріон отримав образу, коли Імператор вбив його названого батька замість примарха. Фулґрім був розбещений демоном Слаанеш, тому об'єднався з Гором. Згодом він переманив на свій бік Конрада Керза, чия жорстокість засуджувалася і який бачив страшне майбутнє, Альфарія, який вирішив побороти зрадників зсередини, та Пертурабо, котрий вважав себе несправедливо непоміченим і ворогував з Рогалом Дорном. Магнус, дізнавшись про зраду, скористався чаклунством для зв'язку з Імператором аби попередити його. Але той оголосив зрадником його самого за порушення заборони на використання сил варпу і руйнування Павутиння. Для захоплення Магнуса від послав легіон Лемана Расса. Переконаний агентом Гора у ворожості Магнуса, Леман не скорився наказу Імператора та зібрався вбити брата і здійснив штурм планети Просперо, а самому Магнусу зламав хребет. Магнус врятувався, скориставшись чаклунством, разом з уцілілими прибічниками, але так став зрадником.
Гор для початку відкритого повстання задумав передусім очистити свій та союзників легіони від вірних Імператору Космодесантників. Для цього він організував штурм планети Істваан III начебто для придушення бунту. Щойно небажані в його війську воїни висадилися на планету, Істваан III було розбомблено вірусними бомбами, що вбило все населення і Космодесантників. Подальша атака добила вцілілих, а трохи послаблені єретики відступили до Істваану V. Тільки кілька воїнів врятувалися на кораблі «Ейзенштейн» і зуміли послати попередження Імператору. Сім легіонів Космодесанту було послано для захоплення Гора і віддання його під суд. Але чотири з них, які вже стали на бік Гора, напали на союзників. Феррус Манус загинув в бою з Фулгрімом, з Гвардії Ворона вдалося врятуватися лише п'ятьом бійцям, які змогли евакуювати важко пораненого Коракса. Так почалася громадянська війна, відома як Єресь Гора, а сили Імперіуму було підірвано.
Ультрамарини встряли у боротьбу з Носіями Слова. Саламандри, Гвардія Ворона і Залізні Руки були практично повністю знищені на Ісствані V. Космічні Вовки не встигали взяти участь в обороні Терри після атаки на Просперо. Темні Янголи розкололися і утримувалися силами Володарів Ночі. Оборона Терри лягла на Імперських Кулаків на чолі з Рогалом Дорном і Кривавих Янголів на чолі з Сангвінієм. Джагатай Хан встиг на підмогу, коли відступники вже взяли Сонячну систему в облогу. Під час стрибка крізь варп бійці на кораблях повстанців отримали дари Богів Хаосу, які спотворили їх, але дали свої переваги. Але Космічні Вовки, Темні Янголи і Ультрамарини зуміли вистояти та прямували до Терри з метою завадити просуванню ворожих сил.
Бачачи, що не витримає затяжної війни, Гор викликав Імператора на дуель. Імператор з вірними йому примархами телепортувався на корабель Гора, однак всі вони опинилися в різних місцях. Сангвіній загинув у бою з Гором, відмовившись стати на його бік, а той сам був убитий Імператором. Та Імператор при цьому отримав смертельне поранення. Його тіло виніс Рогал Дорн, він же виконав інструкції батька з перебудови пристрою Золотого Трону, який відтоді підтримував Імператора в штучній комі. Зі смертю Гора єретики відступили, а його місце зайняв Абаддон, однак він зумів очолити тільки легіон Синів Гора, який був перейменований у Чорний Легіон
Примархи-зрадники сховалися в регіоні галактики, відомому як Око Жаху. За підсумками Єресі Гора сам Гор, Феррус, Сангвіній і Рогал загинули. Решта або отримали смертельні поранення, або пішли боротися зі зрадниками чи в добровільне вигнання.

## Примархи на момент 42-го тисячоліття
- Гор (англ. Horus) — був убитий Імператором, завдавши йому самому смертельних ран. Як і показувало видіння Богів Хаосу, цього примарха було проклято. Вважається, що психічним впливом Імператора його душу було знищено, а за мить до цього зрадник усвідомив, що спричинив саме те майбутнє, якого боявся. Сини Гора, перейменовані на Чорний Легіон, на чолі з першим капітаном Абаддоном забрали тіло Гора і помістили його в храмі для поклонінь. Пізніше тіло викрали Діти Імператора, вчений яких – Фабій Байл використав його для створення клонів. Абаддон знищив їх усіх, а також оригінальне тіло Гора, щоб більше ніхто не міг досягнути його могутності. Його бойову рукавицю з кігтями Абаддон забрав собі та носить її як особисту зброю і символ влади.
- Леман Русс (англ. Leman Russ) — після Єресі  вирушив знищувати зрадників, що лишилися в галактиці. Коли Робут Ґілліман створив Кодекс Астартес і постановив, що легіони мають поділитися на капітули по 1000 космодесантників, Леман відкинув нововведення. Конфлікту з іншими примархами йому вдалося уникнути, поділивши легіон на автономні кампанії. Заснований ним орден Вовчих Братів був уражений мутаціями і перейшов на бік Хаосу. В другому столітті після Єресі Леман вирушив до Ока Жаху і зник там, обіцяючи повернутися у Час Вовка - останню битву людства.
- Феррус Манус (англ. Ferrus Manus) — був убитий Фулґрімом, на Істваані-5, а його голову було подаровано Гору.
- Фулґрім (англ. Fulgrim) — зник, а його легіон вірить, що Фулґрім в нагороду за свою тягу до досконалості став князем демонів бога Слаанеш на планеті вічних задоволень. Діти Імператора шукають цю планету, але за 10000 років так і не довідалися де вона знаходиться.
- Вулкан (англ. Vulkan) —  Після Єресі очолював реорганізований в капітул легіон Саламандр 3000 років. Після цього зник, лишивши по галактиці 9 артефактів. Саламандри вірять, що Вулкан повернеться, коли буде знайдено всі, але досі вдалося відшукати лише 5.
- Роґал Дорн (англ. Rogal Dorn) — вирушив зі своїм легіоном у спокутувальний похід, який припинив тільки після ухвалення Кодексу Астартес. Зник при штурмі корабля Космодесанту Хаосу «Меч Святотацтва». Вдалося знайти лише руку примарха, яка стала реліквією.
- Робут Ґілліман (англ. Roboute Guilliman) — зайнявся реорганізацією Імперіуму і Космодесанту, зокрема створив Кодекс Астартес. Боровся з Альфа-легіоном і Дітьми Імператора, в бою з останніми зазнав від Фулґріма смертельних поранень отруєним лезом. Його тіло було поміщено у стазис на рідній планеті, за мить до смерті, де перебувало як святиня до кінця 41 тисячоліття. Після організації Абаддоном 13-го Чорного Хрестового Походу і падіння ключової планети Кадія, його нарешті вдалося оживити силами Белізарія Коула, опального маґоса-домінуса Механікус та елдарки Іврейн з фракції Іннарі, які за допомогою спеціальних обладунків вилікували рани Ґіллімана. Примарх очолив відбиття атаки сил Хаосу на Макраґ, після чого вирушив до Терри аби вирішити кризу Імперіуму. Дорогою він потрапив у пастку Маґнуса, але завдяки допомозі тих самих елдарів та таємничого Сайфера, успішно прибув на Терру. Відтоді є регентом Імперіуму та лідером Нездоланного Хрестового Походу.
- Магнус Багряний (англ. Magnus the Red) — задля порятунку себе і свого легіону став демон-примархом бога Тзінча на Планеті Чаклунів. Через це серед Тисячі Синів стали поширюватися мутації, які Маґнус намагався зупинити разом з верховним бібліарієм Азеком Аріманом. Бібліарій зумів позбавити легіон мутацій, але його чаклунство перетворило всіх слабких космічних десантників на рухомі порожні обладунки. Магнус з цього хотів убити Арімана, але зрозумівши, що така воля Тзінча, відправив у довічне вигнання. Відтоді примарх зрідка якздійснював вилазки задля викрадення магічних артефактів. Переслідував воскреслого Ґіллімана в його подорожі до Терри, але був переможений і відступив.
- Санґвіній (англ. Sanguinius) — загинув від рук Гора. Його смерть наклала психічний відбиток на весь легіон Кривавих Янголів, які відтоді страждають на «чорну лють» — приступи люті, за яких жадають постійних убивств і можуть збожеволіти. Жертви «чорної люті» бачать себе примархом, який бореться в часи Єресі Гора із самим зрадником.
- Лев Ель'Джонсон (англ. Lion El'Jonson) — зник після боротьби з єретиком Лютером. Оплотом Темних Янголів став уламок зруйнованої планети Калібан, Скеля. Насправді, Лева було врятовано і поміщено в стазис на Скелі, але самі Темні Янголи про це не знають. Врешті він повернувся та доєднався до Ґіллімана
- Пертурабо (англ. Perturabo) — після відступу з Терри помстився Імперським Кулакам, заманивши їх на штурм фальшивої Вічної Фортеці. Пертурабо за свої злодіяння став демон-примархом Хаосу Неподільного і відступив з легіоном на планету Медренгард в Оці Жаху.
- Мортаріон (англ. Mortarion) — відступив зі своїм легіоном в Око Жаху, де створив Планету Чуми. Гвардія Смерті доти вже була винагороджена богом Нурглом перетворенням на вічно гниючі, проте рухомі й нечутливі до болю трупи. Став демон-примархом Нургла, але його подолав і вигнав у варп Калдор Драйго, гросмейстер Сірих Лицарів.
- Лорґар (англ. Lorgar) — став демон-примархом Хаосу Неподільного (тобто, всіх чотирьох богів) і усамітнився на планеті Сікарус. Його легіон поклоняється Лорґару як богу, а церква Імперіуму використала низку його текстів як основу для створення культу Імператора. Лорґар не проявляв активності відтоді, а керівництво легіоном віддав Раді апостолів.
- Джаґатай Хан (англ. Jaghatai Khan) — вирушив переслідувати Темних елдарів, що викрали кілька тисяч людей з його рідної планети, і зник в позапросторовій мережі Павутині. Його послідовники вірять, що Хан живий і колись повернеться.
- Конрад Керз (англ. Konrad Curze) — дозволив убити себе підісланому Імперіумом асасину. Керз вирішив цим довести, що будь-який злочин, навіть його власний, має потягти за собою покарання.
- Анґрон (англ. Angron) — будучи демон-примархом бога Корна, впродовж століть тероризував Імперіум, набігаючи зі своїм легіоном на планети. Відомий за численними битвами, яким було покладено край тільки в 41-му тисячолітті, коли Ангорна перемогли і вигнали у варп Сірі Лицарі.
- Корвус Коракс (англ. Corvus Corax) — намагався відродити свій легіон шляхом клонування, але в клонів стали масово розвиватися мутації через диверсію Альфа-Легіону. Після цього Корвус вирушив у добровільне вигнання в Око Жаху на боротьбу зі злом.
- Альфарій і Омегон (англ. Alpharius Omegon) — Альфарій вбитий, доля Омегона невідома.

## Примархи в масовій культурі
Примархам у Єресі Гора присвячено літературний цикл «Єресь Гора», що публікується видавництвом Black Library з 2006 року. В 2019 році цикл, що налічує 54 видання, включаючи романи і збірники оповідань, зазнав ребрендингу. Надалі життя примархів описується в книгах під лейблом «Єресь Гора: Облога Терри». Також примархи є персонажами відеоігор Talisman: The Horus Heresy та The Horus Heresy: Drop Assault.
Журналом «Мир фантастики» Гора було поставлено на перше місце в рейтингу «10 фантастичних зрадників».